# Scénarisation pédagogique
 (décembre 2019).
La scénarisation pédagogique est une méthode d'apprentissage complémentaire de l'enseignement traditionnel.  

## Histoire
Le concept originel de scénarisation pédagogique est emprunté au domaine audiovisuel. Son introduction progressive dans le milieu pédagogique remonte aux années 1960, avec l'arrivée de l'audiovisuel en classe ; cependant l'enseignement n'est pas encore scénarisé par le biais de la diffusion de vidéos, par exemple documentaires : ces vidéos ne servent qu'à illustrer ou enrichir le cours.
La scénarisation pédagogique en tant que telle arrive dans les années 1980, grâce à une convergence avec la recherche et les principes de la psychologie.
La scénarisation pédagogique apparait dès lors comme une approche complémentaire de l'enseignement traditionnel. Elle vise à répondre à la problématique de la motivation de l'apprenant, et à celle de la facilitation de l'apprentissage.

## Définition
La scénarisation pédagogique consiste à « découper les savoirs en unités », puis les relier et « construire une médiation visant à faciliter l’acquisition des connaissances ».